# La Ferté Macé
La Ferté Macé ist eine französische Gemeinde mit 5.095 Einwohnern (Stand 1. Januar 2022) im Département Orne in der Region Normandie. Sie gehört zum Arrondissement Alençon und zu den Kantonen La Ferté-Macé und Magny-le-Désert. Die Einwohner werden Fertois genannt.
Sie entstand mit Wirkung vom 12. Januar 2016 als Commune nouvelle durch die Fusion der Vorgängergemeinde La Ferté-Macé mit der benachbarten Gemeinde Antoigny. Die neue Gemeinde wird offiziell jedoch ohne Bindestrich geschrieben! Lediglich die integrierte Gemeinde Antoigny hat in der neuen Gemeinde den Status einer Commune déléguée.

## Gliederung
| Ortsteil                           | ehemaliger INSEE-Code | Fläche (km²) | Einwohnerzahl (2016) |
| ---------------------------------- | --------------------- | ------------ | -------------------- |
| Antoigny                           | 61004                 | 04,82        | 0131                 |
| La Ferté-Macé (Verwaltungssitz)000 | 61168                 | 27,04        | 5262                 |

## Städtepartnerschaften
- Neustadt am Rübenberge (Deutschland), seit 1980
- Ludlow (Großbritannien), seit 1987
- Savoigne-Biffèche (Senegal), seit 1988
- Saint Maurice (Kanada), seit 1987